# Elsa Hosk
Elsa Anna Sofie Hosk (Estocolmo, 7 de novembro de 1988) é uma modelo sueca e angel da Victoria's Secret.

## Carreira
Trabalhou para diversas marcas, incluindo Dior, Dolce & Gabbana, Balmain, Moschino, Alberta Ferreti, Blumarine, Trussardi, H&M entre outras.
Estampou em varias capas como Elle, Liu Maganize e Harper’s Bazaar
Desfilou no Victoria's Secret Fashion Show em 2011, 2012, 2013, 2014 e em 2015 se tornou uma Angel da marca. Ela também apareceu em muitas das campanhas da marca, especialmente para a sub-divisão PINK. Ela também jogou basquete profissional na Suécia.
Em 2018 ela foi a modelo escolhida para desfilar com o Dream Angels Fantasy Bra no Victoria's Secret Fashion Show, o sutiã é avaliado no valor 1 milhão de dólares.